# Theodore Parker
Theodore Parker (Lexington, 24 agosto 1810 – Firenze, 10 maggio 1860) è stato un pastore protestante e predicatore statunitense.

## Biografia
Frequentava, ma per pochi mesi all'anno, la Lexington Academy e contemporaneamente lavorava nella fattoria di suo padre. Da autodidatta, imparò il greco antico e il latino, oltre a lingue moderne. Pubblicò un catalogo della flora, tipica della zona del Massachusetts in cui viveva. Fu accolto alla Harvard Divinity School nel 1834, dove insegnò poi la lingua ebraica. Si interessava anche di metafisica e di astronomia e aprì nel 1832 una sua scuola privata. Nel 1837 prese gli ordini e nel 1840 gli fu data la laurea honoris causa dall'Università di Harvard.
Propugnò, a partire dal 1840, un cristianesimo anti-teologico, negando l'autorità indiscussa della Bibbia e la natura sovrannaturale di Gesù. Portò avanti ideali di riforma sociale, soprattutto in chiave abolizionista e fu un esponente di rilievo del liberismo.

## Opere
- The Transient and Permanent in Christianity, 1841.
- A Discourse of Matters Pertaining to Religion, 1842.